# Бібліотека № 117 для дітей
Бібліотека № 117 для дітей Дарницького району м. Києва.

## Адреса
02068 м. Київ, проспект Миколи Бажана, 32А .

## Характеристика
Площа приміщення бібліотеки — 300 м², книжковий фонд — 20,324 тис. примірників. Щорічно обслуговує 5,1 тис. користувачів, кількість відвідувань за рік — 40,00 тис., книговидач — 94 тис. примірників.

## Історія бібліотеки
Бібліотека заснована у 1978 році. Обслуговує читачів Харківського масиву з 1997 року. Робота бібліотеки спрямована на допомогу дітям у самопізнанні, розкритті своїх здібностей, визначенні мети свого життя, вихованні власної індивідуальності, відчуття себе громадянином.
Структура бібліотеки: відділ обслуговування дошкільників та учнів 1-6 класів (абонемент і читальний зал); відділ обслуговування учнів 7-9 класів, молоді та інших груп читачів.
(абонемент і читальний зал);
Напрямком роботи бібліотеки є постійна співпраця з гімназіями, школами-мистецтв, школами- садками району «Вирлиця», «Всесвіт», «Позняки», дитячими садочками № 20 і № 314 за розробленою програмою «Майбутній читач» в рамках міської програми «Мої перші кроки в бібліотеці».
Бібліотекою налагоджений контакт з представництвом у м. Києві видавництвом «Ранок», з видавництвами журналів «Малятко», «Соняшник», «Пізнайко».
Особливу зацікавленість у читачів бібліотеки викликає зоокуточок «Жива експедиція юним природолюбам».
У бібліотеці працюють групи за інтересами «Академія вихованих дітей» і «Родень».